# Газетно-журнальная журналистика
Газетно-журнальная журналистика — одна из разновидностей журналистики при классификации по критерию используемой технологии производства массовой информации. Является первой по времени возникновения среди современных разновидностей журналистики также включающих телевизионную и радиожурналистику, фотожурналистику, Интернет-журналистику.
Альтернативные названия:
- бумажная журналистика;
- печатная журналистика.

## История
Прообразом газеты считаются рукописные сводки новостей, которые регулярно вывешивались в Древнем Риме на Форуме, извещая горожан о принятых сенатом решениях, о проектах народных трибунов или о каких-либо существенных новостях. С этих вывешенных для всеобщего ознакомления табличек рабы, посланные своими господами на Форум, переписывали стилем содержимое таблиц на свои восковые таблички и несли их хозяевам. В трудах Тацита имеется описание того, как по приказу Юлия Цезаря, писцы размножали в достаточном количестве сенатские бюллетени или его личные послания и рассылали их видным политическим деятелям, находившимся как в самом Риме, так и за его пределами.
Газета в современном понимании, появляется лишь в XVI в. Это были своего рода сводки городских новостей, решения, принятые местными властями и разнообразные обращения к гражданам. В Венеции в том же XVI в. за такую сводку платили мелкую монету, которая называлась gazzetta. В современной Италии, gazzetta — это неежедневное периодическое издание. Ежедневное называется giornale.
В России первая печатная газета «Ведомости» была издана по инициативе Петра I в 1702 году. Первый номер был утерян, второй дошел до наших дней. Был датирован 13 января 1703г.
Формат газет также имеет свою историю. В Англии в XIX веке вышел закон о том, что издатели обязаны платить государству налог в зависимости от количества страниц печатного издания. Чтобы уменьшить бремя налогообложения, издатели стали печатать свои газеты на больших бумажных листах.
В XIX веке значительно увеличились тиражи газет, благодаря усовершенствованию средств доставки через сети железных дорог. Это способствовало становлению газетно-журнальной журналистики как нового вида человеческой деятельности.

## Жанры
Газетно-журнальная журналистика включает следующие жанры:
1. Информационные (заметка, новость, информационный отчет, информационное интервью, блиц-опрос, вопрос-ответ, репортаж, некролог).
2. Аналитические (аналитический отчет, аналитическая корреспонденция, аналитическое интервью, аналитический опрос, беседа, комментарий, социологическое резюме, анкета, мониторинг, рейтинг, рецензия, статья, журналистское расследование, обозрение, обзор СМИ, прогноз, версия, эксперимент, письмо, исповедь, рекомендация (совет), аналитический пресс-релиз).
3. Художественно-публицистические (эссе, очерк, зарисовка, фельетон, памфлет, т.н. гонзо-журналистика и др.).

## Газетная журналистика
В конце XIX — начале XX в. периодическая печать впервые за историю журналистики как социального института обрела массовую аудиторию. Тем самым было подтверждено превращение периодики в средство массовой информации. Это стало возможным под воздействием нескольких факторов, появившихся в результате индустриальной революции и развития рыночных отношений. Экономические и социальные факторы оформились вследствие развития массового машинного производства и расширения сбыта товаров и их потребления.
Одним из самых массовых средств коммуникации, то есть общения, является газета, и, говоря о публицистическом стиле речи, нельзя обойти её вниманием.
Одной из важных функций газеты является информация. Стремление в кратчайший срок сообщить о свежих новостях отражается и в речевом их воплощении.
Газетная журналистика неисчерпаема по своей тематике, огромен её жанровый диапазон. Появление жанров журналистики было обусловлено историческими условиями развития журналистики, общественной и политической практикой, теми задачами, которые стояли перед каждым поколением публицистов, а также насущными требованиями того или иного времени.
Причина возникновения жанров — практическая потребность общества, требование момента, определенных общественно-политических отношений. Сама жизнь диктует определенные способы отображения текущей действительности.
Так, со времен первой печатной газеты — петровские «Ведомости»(1702г) стали формироваться информационные жанры журналистики. С развитием печати стали появляться аналитические публикации, такие как статья и рецензия.
С появлением в XVIII веке российской сатирической журналистики наступает эпоха развития таких её жанров, как басня, эпиграмма, памфлет и другие. Но сегодня современные жанры журналистики представляют целостную и развитую систему. Характерной особенностью данной системы является то, что с одной стороны — она отличается определенной стабильностью, а с другой — подвижностью.
Современная система жанров журналистики — это динамично развивающаяся структура, внутри которой существуют свои внутренние и внешние связи.
По утверждению ученых, существование системы жанров предопределяет внутреннюю взаимосвязь всех её элементов. Обладая относительной самостоятельностью, любой жанр в то же время является элементом системы, то есть компонентом, зависящим от функционирования всей системы.
Жанр газетной журналистики — это способ и форма производства публикации газетным журналистом. За основу мы берем функциональное деление жанров на информационные, аналитические и художественно — публицистические, а в качестве сопоставительных параметров следующие категории: предмет отображения, целевую функцию и методы работы с информацией.
англ. 